# Rhazes
Abū Bakr Muḥammad ibn Zakariyyā al-Rāzī, in persiano أبو بكر محمد يحيى زكريای رازی‎, noto anche col nome di al-Razi, o ar-Razi, o Ibn Zakariyya  e in latino col nome di Rhazes o Rasis (Rey, 28 agosto 865 – Rey, 925), è stato un medico, alchimista e filosofo persiano.
Fu uno dei più grandi filosofi, medici e chimici iraniani.

## Biografia

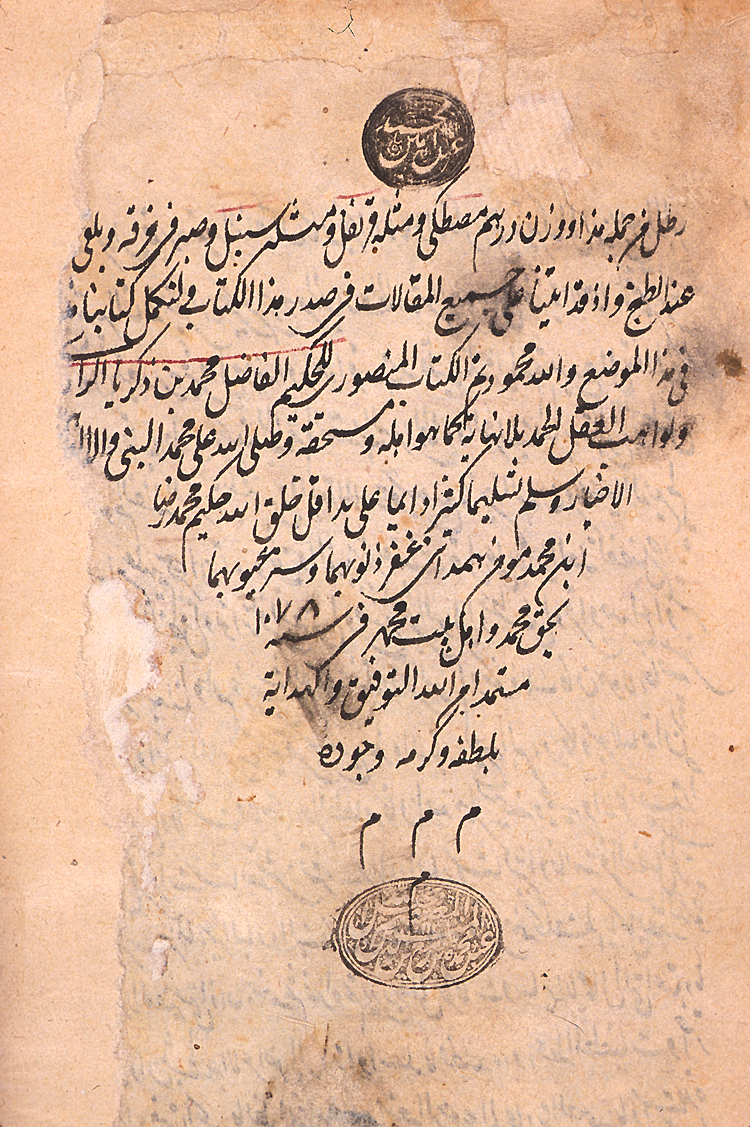
Frontespizio del famoso Libro sulla Medicina di al-Rāzī (Liber medicinalis Almansoris), dedicato a Manṣūr b. Isḥāq, governatore samanide di Rayy.

Nacque il 28 agosto 865 nella città di Rey (persiano Rayy) Al-Rāzī, infatti, significa «della città di Ray»), un'antica città nei pressi di Teheran, Iran. Qui egli effettuò gran parte delle sue ricerche e dei suoi lavori. Da notare che Avicenna abitò per un periodo di tempo in questa città.
Al-Rāzī fu incaricato di dirigere l'ospedale di Rayy, ma ben presto si trasferì a Baghdad, dove gli fu assegnata la direzione del Maristan al-Muqtadirī. In questo periodo studiò numerosi casi clinici.
Si interessò anche di musica, settore nel quale fu riconosciuto come artista eccezionale.
È tuttora considerato uno dei più grandi alchimisti di ogni tempo, e i suoi lavori e scritti sono rimasti in uso per più di dieci secoli.
Scoprì l'impiego dell'alcool in medicina e fu il primo a preparare acido solforico.
Al-Rāzī scrisse 184 libri e articoli su diversi argomenti scientifici.
Ibn al-Nadim, scrittore e storico vissuto alla fine del X secolo, nonché autore del Kitāb al-Fihrist (Il Libro dell'Indice), elencò i seguenti motivi per i quali al-Rāzī si era particolarmente distinto:
1. Al-Rāzī è stato riconosciuto come il migliore medico dei suoi tempi per aver pienamente compreso e messo in pratica le conoscenze mediche greche;
2. Effettuò numerosi viaggi in vari territori. Numerose fonti riportano le sue visite a Baghdad e i suoi servigi resi a molti prìncipi e regnanti;
3. Fu insegnante di medicina, in grado di attirare numerosi studenti, tanto esperti quanto giovani e inesperti allievi;
4. Era famoso per essere d'indole compassionevole, gentile, giusta e devota al servizio delle persone malate, sia ricche che povere;
5. Fu un lettore e scrittore assai prolifico.

## Medicina

### Vaiolo e morbillo
Come medico capo del Maristan (ospedale) di Baghdad, al-Rāzī ha fornito la prima descrizione conosciuta del vaiolo:
Il vaiolo compare quando il sangue è infetto e ribolle, per portare i vapori supplementari del sangue dell'infanzia - che assomiglia agli estratti umidi - in sangue della giovinezza, che assomiglia al vino maturo. Essenzialmente, il vaiolo assomiglia alle bollicine frizzanti del vino giovane … e questa malattia potrebbe anche essere presente anche in altri periodi. La cosa migliore da fare in questi casi è di evitarla, poiché, quando si vede la malattia, essa sta per diventare epidemica.
A tal riguardo l'Enciclopedia Britannica nel 1911 recitava: "Le fonti più degne di fiducia sull'esistenza precoce di questa malattia sono da attribuire ad al-Rāzī (IX secolo), che descrisse chiaramente i sintomi, la patologia (spiegata con una teoria umorale o fermentativa) e con prescrizioni per il suo trattamento".
Il primo libro scritto da al-Rāzī a parlare del vaiolo fu l'al-Jadarī wa l-ḥaṣba (Libro sul vaiolo e il morbillo). La metodologia medica è basata sulla mancanza di dogmatismo e sulla fiducia ippocratica verso le osservazioni cliniche. Ecco un esempio delle sue descrizioni:
La comparsa del vaiolo è preceduta da febbre continua, dolore al dorso, prurito nel naso e attacchi di paura durante il sonno. Questi sono i sintomi più particolari della sua comparsa, soprattutto dolore al dorso con febbre, assieme anche a bruciori che i pazienti sentono su tutto il corpo, gonfiore del viso che, con il tempo, va e viene; colore infiammato e un rossore intenso negli occhi, una pesantezza dell'intero corpo, forte spossatezza i cui sintomi sono lo sbadigliare e lo stirarsi, dolore alla gola e al petto, con una leggera difficoltà nel respirare, tosse, secchezza del respiro, saliva spessa, e voce rauca, dolori e pesantezza della testa, inquietudine, nausea e ansia (con la differenza che l'inquietudine, la nausea e l'ansia sono più frequenti con il morbillo che con il vaiolo), bruciori nel corpo intero, colon infiammato, e un rosso intenso e brillante delle gengive.
Al-Rāzī fu quindi il primo a indicare le differenze fra vaiolo e morbillo.

### Allergie e febbri
Al-Rāzī scoprì l'asma allergica e fu il primo a scrivere un trattato sull'allergia e l'immunologia. In un libro sul senso dell'odorato, spiegò l'insorgere delle riniti con l'annusare le rose in primavera. Trattò delle riniti stagionali e le accomunò con l'asma allergica e il raffreddore da fieno.
Al-Rāzī fu il primo a capire che la febbre era un meccanismo di difesa naturale del corpo umano.

### Farmaci
Al-Rāzī contribuì allo sviluppo e all'utilizzo di farmaci attraverso la stesura di numerosi testi. Si può ricordare l'introduzione di unguenti a base di mercurio e la realizzazione di utensili, come il mortaio, alcuni tipi di spatole, fiasche e ampolle in vetro, che saranno usate dai farmacisti praticamente fino all'inizio del XX secolo.

### Etica della Medicina
A livello professionale, al-Rāzī sostenne posizioni progressiste in campo medico e psicologico. Criticò aspramente i ciarlatani e i falsi dottori che attraversavano città e campagne per vendere i loro presunti medicamenti. Allo stesso tempo affermava che i medici, nonostante il loro sapere, non possedevano le risposte a tutti i problemi della medicina e non potevano guarire tutte le malattie. Tuttavia per essere più efficienti nella loro professione, al-Rāzī li esortò a tenere aggiornate le loro conoscenze con il continuo studio dei libri di medicina e a far conoscere ogni nuova informazione.
Inoltre classificò le malattie in tre classi: quelle curabili, quelle potenzialmente curabili e quelle incurabili.

### Scritti e libri

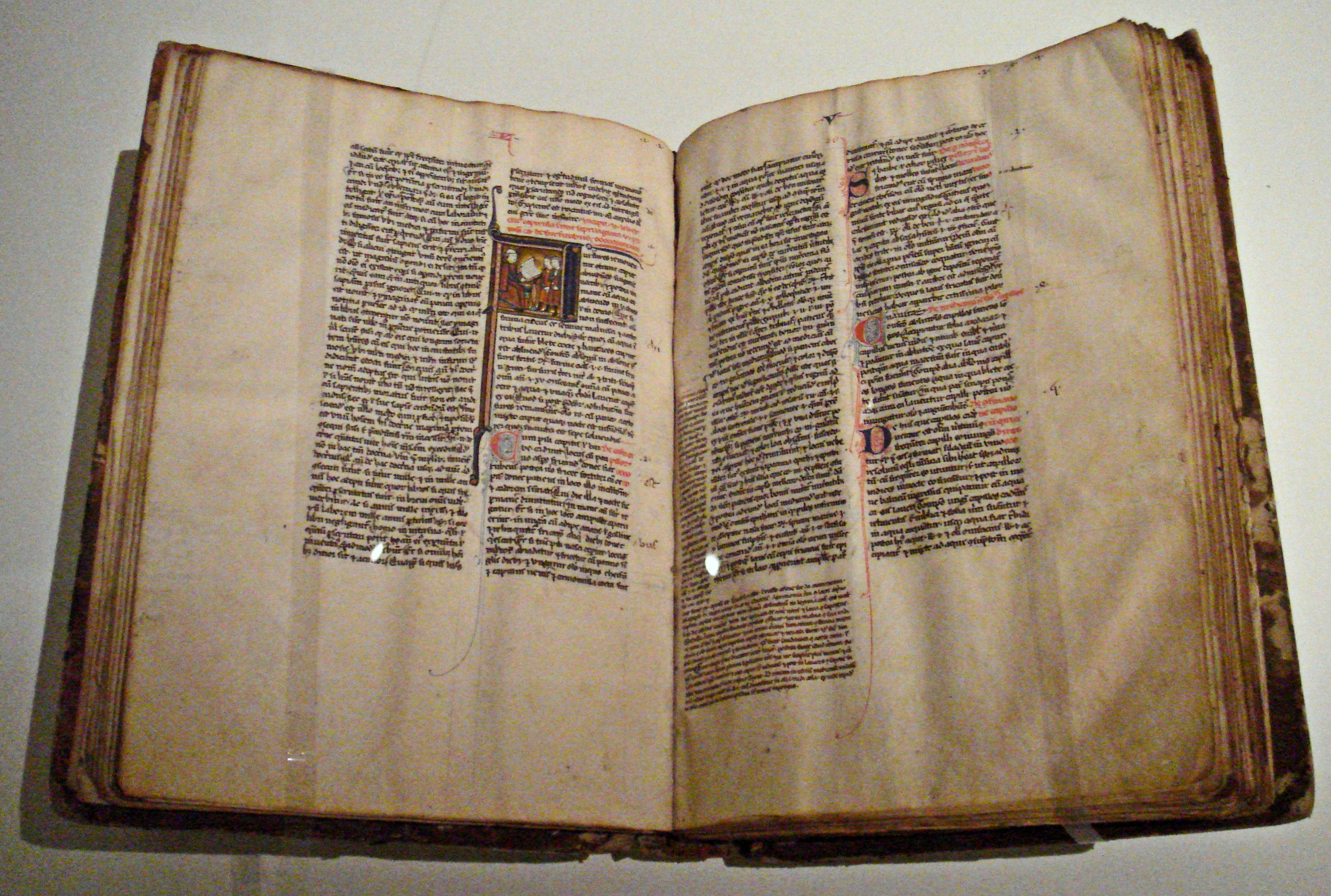
Traduzione del Recueil des traités de médecine, ad opera di Gerardo da Cremona, 1250-1260

- Al-Ḥāwī (in arabo كتاب الحاوي في الطب‎?, Kitāb al-ḥāwī fī ṭibb, cioè "Il libro che raccoglie le notizie sulla medicina").

Questa monumentale enciclopedia in nove volumi (edizione Hayderabad 1955-1971) (conosciuta in Europa anche con il titolo di Continens Liber), formata da estratti da medici greci, persiani, indiani, in traduzione araba, contiene anche le considerazioni e la critica di alcuni medici greci, specie Galeno, e dei filosofi greci Aristotele e Platone, e comprende opinioni innovative su molti argomenti.
Al-Ḥāwī non è un'enciclopedia medica convenzionale, ma una raccolta postuma dei quaderni di appunti di al-Rāzī, comprendenti tanto conoscenze desunte da altri libri quanto osservazioni originali su malattie e relative terapie, basate sulla sua esperienza clinica. Molto importante è la notissima monografia sul vaiolo, la prima che descrive questa malattia. È stato tradotto in latino nel 1279 da Faraj ben Sālim (Ferraguth), un medico ebreo che effettuò tale lavoro in Sicilia con altri collaboratori per Carlo I d'Angiò, e in seguito ebbe un'influenza considerevole in Europa. Il Nonus liber Almansoris è stato commentato anche da Giovanni Matteo Ferrari da Grado.
- Man lā yaḥḍuru ṭabīb (in arabo من لا يحضر طبيب‎?, lett. "Colui che non ha a disposizione un medico", ossia "Consigli medici per il grande pubblico")

Al-Rāzī fu probabilmente il primo medico persiano a scrivere un manuale medico contenente rimedi diretti a un grande pubblico. Lo dedicò ai poveri, ai viaggiatori e ai normali cittadini, affinché lo potessero consultare per il trattamento dei disturbi più comuni quando un medico non fosse disponibile. Questo libro è di notevole interesse per la storia della farmacia, poiché libri simili erano molto popolari fino al XX secolo. Al-Rāzī descrisse nei 36 capitoli i componenti degli alimenti e dei farmaci che potevano essere reperiti presso un farmacista, un mercato, in cucine ben attrezzate, o negli accampamenti militari. Quindi ogni persona intelligente avrebbe potuto seguire le relative istruzioni e preparare le ricette adeguate con buoni risultati.
Le malattie trattate nel libro sono: emicrania, raffreddore, tosse, depressione e malattie dell'occhio, dell'orecchio e dello stomaco. Per esempio, prescrisse per un'emicrania febbrile: "2 parti di duhn (estratto oleoso) di rosa, mescolato con 1 parte di aceto, imbevuto in un panno e premuto sulla fronte". Suggerì come lassativo "una bevanda preparata con 7 dramme (unità di peso pari a circa 1,7 g) di fiori di viola secchi, macerati e ben mischiati con 20 pere, filtrate e con l'aggiunta di 20 dramme di zucchero". Nei casi di depressione al-Rāzī suggerì diverse prescrizioni, tutte che includevano papaveri o il relativo estratto (oppio) oppure steli di Cuscuta (Cuscuta epithymum) o entrambi. Come rimedi per la cura degli occhi, raccomandò compresse di mirra, zafferano e franchincenso, ognuna di 2 dramme, mescolate con 1 dramma di arsenico giallo. Ogni compressa doveva essere sciolta in una quantità sufficiente di acqua di coriandolo e la soluzione ottenuta doveva essere usata come collirio per l'occhio.
- Shukūk ʿalā Jālīnūs (in arabo شكوك على جالينوس‎?, lett. "Dubbi su Galeno")

In questo libro al-Rāzī conferma il proprio pensiero e l'autonomia nei confronti del mondo greco, contestando addirittura Socrate e Aristotele sul concetto di dicotomia fra mente e corpo ed asserendo che il benessere generale del paziente trae origine da un benessere mentale. In altre parole: "mente sana in corpo sano". Critica la presunta superiorità della lingua greca, la cosmologia e il tipo di visite mediche proposte dai pensatori greci.
Collegò la medicina con la filosofia e dichiarò che una corretta pratica medica richiedeva un pensiero indipendente. Segnalò che le descrizioni di Galeno non erano in accordo con le sue personali osservazioni cliniche per quanto riguardava la patologia febbrile. E in alcuni casi asserì che la sua propria esperienza clinica superava quella di Galeno. Criticò aspramente la teoria di Galeno riguardo al fatto che il corpo umano fosse composto da quattro sostanze distinte (umori), in equilibrio fra loro, e che la malattia fosse l'esito di uno squilibrio fra essi.
Questo pensiero lo portò a criticare anche la collegata teoria di Aristotele dei quattro elementi (fuoco, aria, terra e acqua). Gli esperimenti alchemici di al-Rāzī, infatti, gli suggerirono altre qualità della materia, quali la salinità e l'infiammabilità (o carattere untuoso e carattere solforoso) che non trovano spiegazione nella teoria tradizionale dei quattro elementi.
Questo insieme di critiche attirò su al-Rāzī accuse di ignoranza e arroganza, anche se egli espresse ripetutamente elogi e ringraziamenti nei confronti di Galeno.
Nel libro al-Rāzī elencò quattro ragioni per le quali i grandi uomini cadono in errore:
1. negligenza, come conseguenza di troppa sicurezza di sé.
2. indifferenza, che conduce spesso a commettere errori.
3. tentazione di continuare a credere nel proprio pensiero con l'impetuoso convincimento di essere nel giusto.
4. sclerotizzazione nelle conoscenze antiche e rifiuto di accettare il fatto che nuovi dati e idee indicano come la conoscenza di oggi possa sorpassare quella delle generazioni precedenti.

Al-Rāzī era infatti convinto che gli scienziati suoi contemporanei avessero migliori strumenti e maggiori capacità rispetto a quelli antichi: fatto dovuto al continuo accumularsi di nuove conoscenze a loro disposizione. Per questo motivo era in aperto contrasto con chi accettava in maniera cieca la parola degli antichi saggi, e incoraggiò lo sviluppo e la ricerca nei settori delle arti, della tecnologia e delle scienze.

## Alchimia
Le fonti dell'alchimia prendono origine dal Corpus Ermeticum, testo attribuito a Ermete Trismegisto (Ermete Tre Volte Grande), spesso identificato col dio egiziano Toth, inventore dell'alchimia e dio della sapienza.

Il Corpus Ermeticum fu conosciuto da vari filosofi ed alchimisti arabi e le tradizioni alchemiche iniziarono a circolare fin dal VII secolo d.C. nel mondo islamico, in cui gli alchimisti erano spesso medici, come al-Rāzī.

Le loro ricerche alchemiche portarono spesso alla scoperta di numerose invenzioni mediche e chimiche che hanno gettato le fondamenta per lo sviluppo futuro di entrambe le discipline scientifiche.
L'interesse di al-Rāzī per l'alchimia e la sua convinzione nella possibilità di trasmutazione di metalli leggeri in argento e oro furono documentate circa mezzo secolo dopo la sua morte nel testo di Ibn al-Nadīm Le pietre dei filosofi (Lapis Philosophorum in latino). Ibn al-Nadīm ha attribuito una serie di dodici libri ad al-Rāzī, più i sette supplementari, compresa la sua confutazione alle tesi di al-Kindī riguardanti le critiche alla validità dell'alchimia. Al-Kindī (801-873) aveva operato nella cosiddetta Bayt al-Ḥikma, ovvero Casa della Saggezza, costruita per volere del califfo abbaside al-Maʾmūn a Baghdad ed era stato un filosofo avversario dell'alchimia.
La posizione di al-Rāzī nei confronti dell'alchimia, come pure nei confronti della medicina, può essere situata all'interno della corrente filosofica dell'ilemorfismo, teoria per cui tutti gli esseri sono composti di materia e forma.
Rifiutò l'uso delle cosiddette pozioni magiche poiché per al-Rāzī la magia non aveva spiegazioni razionali, anche se non rifiutava l'idea che i miracoli esistessero, pur concependoli come semplici fenomeni naturali non ancora spiegati.
Nel suo laboratorio alchemico erano presenti prodotti di estrazione mineraria persiana, ma si ha notizia che vi fosse anche cloruro d'ammonio che era stato scoperto dai cinesi.
Le qualità empiriche di tipo alchimistico sviluppate ad al-Rāzī furono i concetti di salinità e infiammabilità (ovvero carattere untuoso e carattere solforoso).
Queste proprietà non rientravano nella concezione tradizionale dei quattro elementi fuoco, acqua, terra e aria, universalmente accettati in quel periodo, e questo indica quanto fosse critico ed autonomo il pensiero di al-Rāzī.

### La trasmutazione dei metalli
I contemporanei di al-Rāzī credevano che questi avesse scoperto il segreto di trasformare il ferro e rame in oro. Si dice che un certo personaggio affrontasse al-Rāzī in pubblico e gli chiedesse per quale motivo egli curasse i pazienti senza chiedere loro un compenso.

Agli astanti sembrò che al-Rāzī fosse riluttante a rispondere ma egli, dopo aver alquanto riflettuto, iniziò a parlare:
"… Io conosco l'alchimia e ho studiato a lungo le proprietà caratteristiche dei metalli. Tuttavia, ancora non ho ancora capito come si possa ottenere la trasmutazione del rame in oro. Malgrado le ricerche svolte dagli antichi scienziati nei secoli passati, non c'è ancora risposta. Io dubito molto che questo sia possibile …"

### Strumenti e composti chimici
Al-Rāzī progettò molti utensili chimici rimasti in uso sino ad oggi.
Si possono classificare in due categorie:
1. Strumenti utilizzati per la dissoluzione e la fusione dei metalli quali la fucina del fabbro, il soffietto, il crogiolo, gli attizzatoi (a linguetta o a mestolo), un maceratore, una macina essiccatrice, lime da ferro, cesoie, una smerigliatrice ed uno stampo semicircolare a discesa per il ferro.
2. Utensili per i processi di trasmutazione e varie parti degli apparecchi di distillazione: la storta, l'alambicco, il forno e i ventilatori dei vasai, il grande forno, la stufa cilindrica, tazze di vetro, boccette, fiale, coppe, l'imbuto di vetro, un mortaio, un calderone, il fornetto a sabbia, un setaccio, il mortaio di pietra piano ed un piatto scaldavivande.

È altresì noto per aver perfezionato i metodi di distillazione e estrazione, che lo portarono alla scoperta dell'acido solforico, distillando a secco vetriolo (al-zājj) e alcool.
Queste ricerche furono molto utilizzate da altri alchimisti islamici e permisero di scoprire altri acidi.

## Principali opere
I due testi alchemici i più noti di al-Rāzī sono: "al-Asrār" ("I Segreti") e "Sirr al-Asrār" ("Il Segreto dei Segreti").
- al-Asrār (in arabo الأسرار‎?: "I Segreti")

Questo libro è stato scritto in risposta ad una richiesta dell'amico e collega, nonché ex-studente, Abū Muḥammad b. Yūnis di Bukhārā, che divenne poi un rinomato matematico, filosofo e studioso di scienze naturali.
In questo libro, come pure nel successivo Sirr al-asrār, al-Rāzī divide l'argomento di "materia" in tre categorie:
1. conoscenza ed identificazione dei composti attivi (droghe) della pianta, dell'animale o del minerale e descrizione del tipo migliore da utilizzare.
2. conoscenza delle attrezzature e degli attrezzi utilizzate dagli alchimisti e dai farmacisti.
3. conoscenza di sette procedure e tecniche alchemiche: sublimazione e condensazione del mercurio, precipitazione dello zolfo e dell'arsenico e calcinazione di minerali (oro, argento, rame, piombo e ferro), sali, vetro, talco, conchiglie di animali e cera.

Quest'ultima categoria contiene un'ulteriore descrizione di altri metodi e ricette usate per la trasmutazione:
- la miscela da aggiungere e i solventi necessari.
- la quantità di calore (fuoco) usata, e i 'corpi' e le 'pietre', ('al-ajsād' e 'al-aḥjār') che hanno o meno la possibilità di essere trasformati in altre sostanze.
- l'uso di un mordente liquido che colora rapidamente e permanente alcuni metalli per una vendita più lucrosa.

Riprendendo un testo dell'VIII secolo sugli amalgami attribuito a Ibn Ḥayyān (Jabir/Geber), al-Rāzī descrive i metodi e le procedure di colorazione di un oggetto d'argento per imitare l'oro e le tecniche per la rimozione di questa colorazione al fine di ottenere di nuovo l'argento. Inoltre descrive anche la doratura e l'argentatura di altri metalli (allume, sali di calcio, ferro, rame e tuzia o ossido di zinco), come pure i colori da usare perché non si appannino o mutino nel tempo. Il motivo della descrizione di queste procedure non è quello di ingannare, ma piuttosto una deliberata scelta tecnica ed economica. Questo diventa evidente dalle citazioni dei prezzi di mercato e del grande merito che attribuisce agli artigiani e agli alchimisti, scrivendo che i risultati dei loro sforzi potranno "render loro lo sguardo esattamente come oro!". Tuttavia non manca chi afferma che vi fosse in realtà un altro motivo per una descrizione così accurata dei metodi e delle operazioni, vale a dire quello di produrre qualcosa che assomigliasse all'oro per poterlo vendere rapidamente al fine di aiutare un buon amico che aveva bisogno di denaro contante.
La descrizione minuziosa di queste tecniche alchemiche di doratura e di argentatura dei metalli hanno portato molti biografi musulmani a concludere che al-Rāzī fosse un gioielliere prima di dedicarsi allo studio dell'alchimia.
Di grande interesse è la classificazione dei minerali in sei divisioni, che mostra una connotazione chimica moderna:
1. Quattro SPIRITI (al-arwāḥ): mercurio, cloruro d'ammonio, zolfo e solfato d'arsenico (orpimento e realgar).
2. Sette CORPI (al-ajsād): argento, oro, rame, ferro, grafite, zinco (kharsind) e stagno.
3. Tredici PIETRE (al-aḥjar): piriti marcasite (marqashita ), magnesia, malachite, tuzia ossido di zinco (tutiya), talco, lapislazzuli, gesso, azzurrite, magnesia, ematite (ossido di ferro), ossido di arsenico, mica ed amianto e vetro (allora identificato come fatto da sabbia e da alcali di cui il cristallo trasparente damasceno è considerato la cosa migliore),
4. sette VETRIOLI (al-zajāt): allume (al-shubūb) e vetrioli di colore bianco (qalqadzs), nero, rosso, giallo (qulqutar) e verde (qalqand) (solfati impuri di ferro, di rame, ecc.).
5. sette BORATI: fra cui il natron e il borato di sodio impuro.
6. undici SALI (al-amlaḥ): compresa la salamoia, il sale comune, la cenere, la nafta, la calce viva, l'urina, la roccia e i sali marini.

Di ciascuna di queste sostanze descrive come scegliere quelle di migliore qualità, i colori migliori e varie adulterazioni.
- Sirr al-asrār (in arabo سر الأسرار‎?, "Il Segreto dei Segreti")

Questo è il libro di al-Rāzī più famoso ed ebbe molta notorietà anche in Occidente. Vi tratta con sistematicità le operazioni chimiche di base, ed è di straordinario interesse per la storia della farmacia.

## Filosofia

### L'esistenza
Al-Rāzī credeva che un medico competente dovesse essere anche un filosofo ben conscio dei problemi fondamentali riguardanti l'esistenza:
"Egli proclamava l'assolutismo dello spazio euclideo e il tempo meccanico come i naturali fondamenti del mondo in cui gli uomini vivevano, ma risolse il problema delle infinità esistenti, sintetizzando tale visione con la teoria atomica di Democrito, che riconobbe la materia come esistente in forma di entità indivisibili e comprensibili.

La continuità dello spazio, tuttavia, permane a causa dell'esistenza del vuoto, o una regione di materia mancante… tale visione è sorprendentemente vicina ai sistemi ideati dagli scienziati europei John Dalton e Max Planck, così come ai risultati sperimentali e ai lavori teorici di astronomi moderni quali Halton Arp e di filosofi oggettivisti quali Michael Miller.

Il progresso, per tutti questi uomini, non deve essere ostacolato da una selva di idee relativiste contraddittorie e casuali che risultano in un miscuglio metafisico invece che in una solida base intellettuale.

Persino in merito al compito del filosofo, al-Rāzī lo considera come un progresso oltre il livello dei maestri del singolo, espandendone l'accuratezza e lo scopo della dottrina ed elevandone individualmente su di un piano intellettualmente superiore" (G. Stolyarov II).

Al-Rāzī è noto per esser stato un libero pensatore e filosofo islamico, visto che gli erano ben note le scienze dell'antica Grecia e visto che il suo approccio alla chimica era quasi naturalistico. Inoltre era ben istruito sulla teoria della musica, così come molti altri scienziati islamici del tempo.

### Metafisica
Le sue idee sulla metafisica erano basate anche sulle opere dei grandi Greci:
"La dottrina metafisica di al-Rāzī, per quel che si può ricostruire, deriva dalla sua idea dei cinque principi eterni. Dio, per al-Rāzī, non crea il mondo dal nulla ma genera l'universo da principi preesistenti. La sua idea dell'anima evoca un'origine del mondo mitica nella quale Dio, privo di pietas alcuna, crea un posto per l'anima in funzione dei suoi desideri; l'anima una volta giunta in un nuovo regno, che Dio ha creato per essa, necessita dell'ulteriore dono dell'intelletto per trovare di nuovo la strada verso la salvezza e la libertà.
In tale contesto, l'intelletto non appare come principio separato ma è piuttosto un dono successivo di Dio all'anima; l'anima diviene intelligente, posseduta dalla ragione e quindi capace di discernere il valore relativo degli altri quattro principi.

Se i cinque principi sembrano eterni, l'intelletto di per sé non lo è, almeno apparentemente.

Tale dottrina dell'intelletto è notevolmente discordante rispetto alle dottrine dei contemporanei di al-Rāzī, che generalmente sono Neoplatonici o Aristotelici, o aderenti a qualche forma delle due scuole.

I rimanenti tre principi spazio, materia e tempo, costituiscono i componenti non animati del mondo. Lo spazio è definito dalla relazione tra le particelle singole della materia, o atomi, e il vuoto che le circonda.

Più grande è la densità degli atomi del materiale, più solido e pesante l'oggetto risultante; al contrario, più grande è la porzione di vuoto, più leggero e meno solido sarà l'oggetto. Tempo e materia hanno entrambi forma assoluta, limitata e generica. Così si ha materia assoluta – pura estensione – che non dipende dal luogo, come se ci fosse un tempo, in tal senso, che non è definito o limitato dal moto.

Il tempo assoluto di al-Rāzī è, come la materia, infinito; cioè trascende il tempo che Aristotele confinò alla misura del moto. Al-Rāzī, nel caso di tempo e materia, sapeva bene in cosa il suo pensiero differiva da Aristotele ed accettò pienamente e capì le conseguenze inerenti alle sue posizioni anti-Peripatetiche" (Paul E. Walker).

È evidente che la maggior parte dei suoi pensieri derivino dall'Islam, come è dimostrato nel libro: La Metafisica.

### Frasi celebri
Interrogato sulla possibilità per il filosofo di seguire una religione rivelata profeticamente, Al-Rāzī risponde con franchezza:
Interrogato sull'invidia, al-Rāzī risponde:

### Frasi celebri su al-Rāzī
(George Sarton)
(The Islamic Encyclopaedia)
(The Bulletin of the World Health Organization (maggio 1970))
(Michael E. Flannery)

### Libri sulla filosofia
Questa è una lista parziale dei libri di al-Rāzī sulla filosofia. Alcuni libri possono essere stati copiati e pubblicati con titoli differenti.
- Il piccolo libro sul Teismo
- Risposta ad Abū l-Qāsim Braw
- Il grande libro sul Teismo
- Modern Philosophy
- Dar Roshan Sakhtan-e eshtebāh
- Dar Enteghād-e moʿtaziliān
- Delsūzi bar motekallemān
- Meydān-e Kherad
- Khasel
- Resāle-ye Raḥnama-ye fehrest
- Ghaside-ye ilāhī
- Dar Alet Afarinesh-e Darandegan
- Shukūk
- Naghs-e Ketāb-e tadbīr
- Naghsnāmeh-ye Ferforius
- Do nāmeh be-Ḥasan ebn-e Moḥareb-e Ghomi

Libri tradotti in inglese:
- Spiritual Medicine
- The Philosophical Approach (al-Sīra al-Falsafiyya)
- The Metaphysics

## Fonti e letture suggerite
- M.M.Sharif, A History of Muslim Philosophy, vol. 1, Wiesbaden, Otto Harrassowitz, 1963,  pp. 642-656.
- Paul Kraus, Opera Philosophica. È la sola edizione dei testi filosofici e dei frammenti di al-Rāzī al momento esistente. Abi Bakr Mohammadi Filii Zachariae Raghensis or Opera Philosophica, fragmentaque quae supersunt. Collegit et edidit Paulus Kraus. Pars Prior. Cahirae 1939.

È stato pubblicato solo il primo volume, dal momento che il suicidio di P. Kraus ha impedito l'uscita del secondo volume, per la realizzazione del quale aveva già raccolto una vasta quantità di materiale. Tutto questo materiale, dopo la sua morte, è passato all'Istituto Francese di Archeologia Orientale del Cairo ed è ancora in attesa di pubblicazione.
- P. Walker, The Political Implications of al-Razi's Philosophy. in  C. Butterworth (ed.), The Political Aspects of Islamic Philosophy, Cambridge (Stati Uniti), Harvard University Press, 1992,  pp. 61-94.
- K. Motazed, Mohammad Zakaria Razi.
- Gennady Stolyarov II, Rhazes: The Thinking Western Physician, in The Rational Argumentator, Issue VI, 2002.
- Al-Manṣūrī fī 'l-Ṭibb - Liber medicinalis Almansoris, ediz. critica del volgarizzamento Laurenziano (Plut. LXXIII. Ms. 43) confrontato con la tradizione manoscritta araba e latina. A cura di Mahmoud Salem Elsheikh, 2 voll., Roma, Aracne, 2016. ISBN 978-88-548-8935-4

## Bibliografia

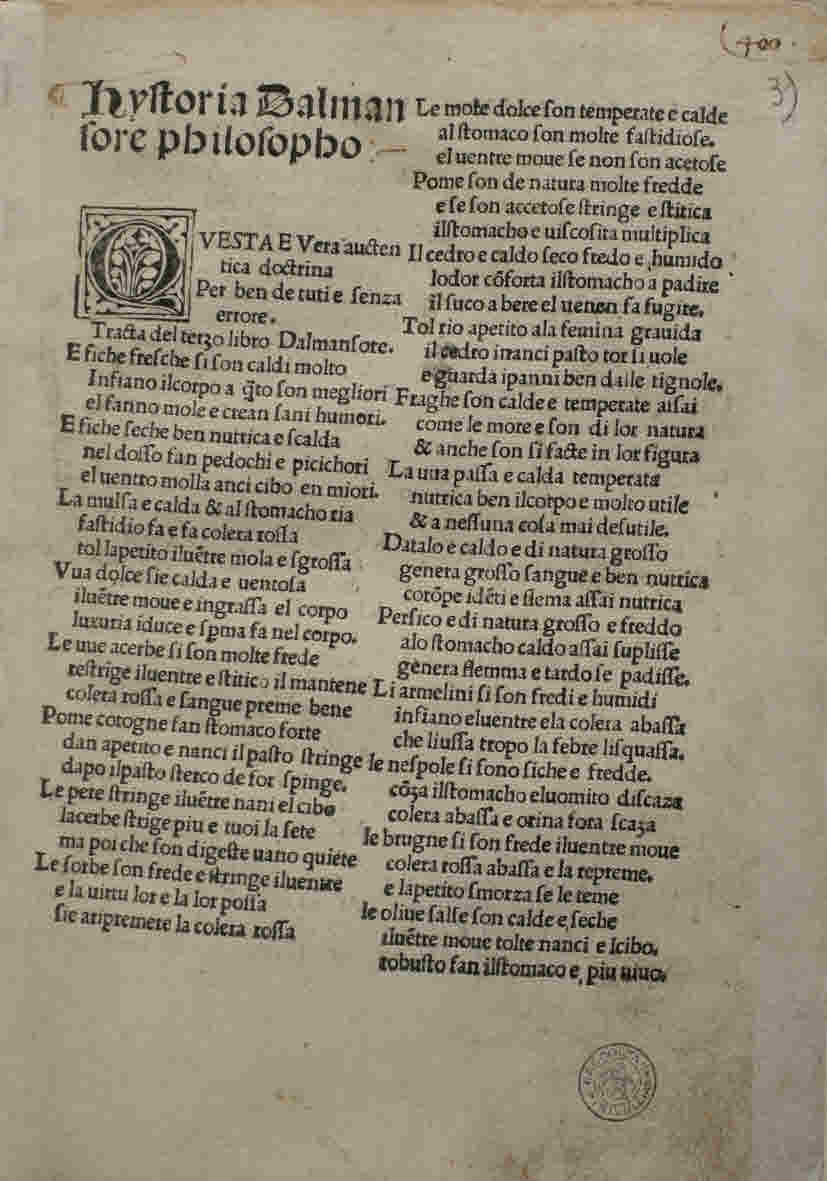
Cibaldone, 1493

### Fonti antiche
- Ibn al-Nadīm, Fihrist, Flügel,  pp. 299 e seguenti.
- Saʿīd al-Andalusī, Ṭabaqāt al-umam,  p. 33.
- ibn Juljul, Ṭabaqāt al-aṭibbāʾ wa l-ḥukamāʾ, Il Cairo, Ayman Fuʾād Sayyid, 1355/1936,  pp. 77-78.
- al-Biruni, Epitre de Beruni, contenant le repertoire des ouvres de Muhammad, in Zakariya ar-Razi, Parigi, P. Kraus, 1936.
- al-Bayhaqī, Tatimma Siwān al-Ḥikma, Lahore, M. Ghafi, 1351/1932.
- al-Qifṭī, Taʾrīkh al-ḥukamāʾ, Lippert,  pp. 27-177.
- Ibn Abī Uṣaybiʿa, ʿUyun al-anbāʾ fī Ṭabaqāt al-aṭibbāʾ, I,  pp. 309-21.
- Abū l-Faraj ibn al-ʿIbrī (Bar-Hebraeus), Mukhtaṣar Taʾrīkh al-duwal, A. Salhani,  p. 291.
- Ibn Khallikān, Wafayāt al-Aʿyān, n. 678, Il Cairo, Muḥyi al-Dīn ʿAbd al-Ḥamīd, 1948,  pp. 244-47.
- al-Ṣafadī, Nakt al-Himyan,  pp. 249-50.
- Ibn al-ʿImād, Shadharāt al-dhahab, II,  p. 263.
- al-ʿUmarī, Masālik al-ṬAbsār, V, Parte 2,  pp. 301-03. (copia fotostatica nella Dār al-Kutub al-Miṣriyya) del Cairo.

### Studi moderni
- G.S.A. Ranking, The Life and Works of Rhazes, in Proceedings of the Seventeenth International Congress of Medicine, Londra, 1913,  pp. 237-68.
- J. Ruska, Al-Biruni als Quelle fur das Leben und die Schriften al-Razi's, in Isis, V, 1924,  pp. 26-50.
- "Al-Razi als Bahnbrecher einer neuer Chemie", in: Deutsche Literaturzeitung, 1923, pp. 118–24.
- Die Alchemie al-Razi's der Islam, Vol. XXII,pp. 283–319.
- "Über den gegenwartigen Stand der Razi-Forschung", in: Archivio di storia della scienza, 1924, Vol. V, pp. 335–47
- H. H. Shader, ZDMG, 79, pp. 228–35 (vedere la traduzione in arabo di Abdurrahman Badawi in al-Insān al-Kāmil, Islamica, Vol. XI, Cairo, 1950, pp. 37–44).
- E. O. von Lippmann, Entstehung und Ausbreitung der Alchemie, Vol. II, p. 181.
- S. Pines, Die Atomenlehre ar-Razi's in Beitrage zur islamischen Atomenlehre, Berlin, 1936, pp. 34–93.
- Dr. Mahmud al-Najmabadi, "Shah Hal Muhammad ibn Zakariyya", (1318/1900) Encyclopaedie des Islams, s.v. (di J. Ruska).
- Gamil Bek, ʿUqūd al-Jawliar, Vol. I, pp. 118–27.
- Izmirli Haqqi, Ilāhiyāt, Fak. Macm., Vol. I, p. 151; Vol. II, p. 36, Vol. III, pp. 177 et seq.
- Abdurrahman Badawi, Min taʾrīkh al-ilhād fī l-Islām, Islamica, Vol. II, Cairo, 1945, pp. 198–228.
- Hirschberg,Geschichte der Augenheilkunde, p. 101.
- E.G. Browne, Arabian Medicine, Cambridge, 1921, pp. 44–53.
- M. Meyerhof, Legacy of Islam, pp. 323 et seq.
- F. Wüstenfeld, Geschichte der Arabischen Ärzte und Naturforscher, ftn. 98.
- L. Leelerc, Histoire de la médicine arabe, Paris, 1876, Vol. I, pp. 337–54.
- H. P. J. Renaud, "A propos du millénaire de Razes", in Bulletin de la Société Française d'Histoire de la médicine, Mars-avril, 1931, pp. 203 et seq.
- A. Eisen, Kimiya al-Razi, RAAD, DIB, 62/4.
- Aldo Mieli, La science arabe, Leiden, 1938, pp. 8, 16.
- S. H. Nasr, Science and Civilization in Islam, Cfr. Razes: The Secret of Secrets, p. 273, also pp. 197–200, e Anawati: L'Alchemie arabe in Rased.
- A.J. Arberry (transl.), The spiritual Physik of Rhazes (London, John Murray 1950).
- O. Timkin, "A medieval translation of Rhazes’ Clinical observations", in Bulletin of the History of Medicine, XII (1942), pp. 102-17.

### Edizioni di opere filosofiche
- Vedi Carl Brockelmann per il manoscritto di al-Rāzī. In generale per i libri esistenti vedi Brockelmann, GAL (Geschichte der arabischen Litteratur), I, pp. 268–71 (seconda edizione), Suppl., Vol. I, pp. 418–21.
- Cf. Paul Krau, Abi Bakr Mohammadi Filii Zachariae Raghensis, Opera Philosophica, fragmentaque quae supersunt. Collegit et edidit Paulus Kraus. Pars Prior. Cahirae MCMXXXIX.